# 能登外浦海岸
能登外浦海岸（のとそとうらかいがん）は、能登半島の外側、つまり、富山湾側ではない日本海外洋に面した側の海岸である。
対して、富山湾側の海岸は、内浦と呼ぶ。